# سیامک انصاری
سیامک انصاری (زادهٔ ۱۲ مرداد ۱۳۴۷) بازیگر، کارگردان و مجری اهل ایران است.

## زندگی
سیامک انصاری، زاده ۱۳۴۷ که به گفته خودش در ویژه برنامه نوروزی ۱۳۹۷ شبکه سه، اصالتی تهرانی دارد. او فارغ‌التحصیل رشته کارشناسی نمایش و تلویزیون از «دانشکده هنر و معماری دانشگاه آزاد اسلامی» (واحد تهران مرکز) است. پدرش به گفته خود در برنامه اینترنتی ۳۵ تاجر فرش بوده و به کشور آلمان فرش صادر می‌کرده. وی در سال ۱۳۹۰ با طناز هادیان ازدواج کرد و در سال ۱۳۹۷ از هم جدا شدند. او به علت بازی کردن در مجموعه‌های کمدی و طنز تلویزیونی بیشتر به عنوان کمدین شناخته می‌شود اما در آثار او فیلم‌های سینمایی غیر کمدی نیز دیده می‌شود. او در بسیاری از آثار مهران مدیری ایفای نقش کرده است.

### از نگاه دیگران
شقایق دهقان با انتشار پستی در اینستاگرام گفت:
روز بازیگر را به سیامک انصاری تبریک می‌گویم که بیست و دو سال پیش، خبر فوت برادر نوزده ساله‌اش، پشت صحنه نمایش به او رسید اما کار را رها نکرد و رفتارش شد مهم‌ترین درس بازیگری برای همه ما و دوست‌ها و رفیقانش.

### فعالیت اجتماعی
سیامک انصاری یکی از سفیران انجمن اهدای عضو ایرانیان است.
یک کودک گیرنده قلب آرزوی دیدن سیامک انصاری را داشت که به واسطه انجمن اهدای عضو این امر میسر شد.

### مصاحبه‌ها
| سال  | مجری          | مهمان      | زمان     | رسانه                | بستر پخش    |
| ---- | ------------- | ---------- | -------- | -------------------- | ----------- |
| ۱۳۹۵ | رامبد جوان    | خودش       | ۰۱:۲۱:۵۶ | خندوانه              | شبکه نسیم   |
| ۱۳۹۵ | امیرحسین صدیق | خودش       | ۰۰:۳۰:۴۰ | کتاب باز             | شبکه نسیم   |
| ۱۳۹۵ | فریدون جیرانی | خودش       | ۱:۱۳:۵۰  | سی و پنج             | فیلم نت     |
| ۱۳۹۶ | پوریا         | خودش       | ۰۱:۰۷:۲۵ | آپارتچی              | آپارات      |
| ۱۳۹۶ | خودش          | رضا عطاران | ۰۰:۴۴:۴۲ | عقاید یک آکتور سینما | نمایش خانگی |
| ۱۳۹۷ | احسان علیخانی | خودش       | ۳:۲۲:۵۷  | بهارنارنج            | شبکه سه     |

## فعالیت‌های هنری

### سینما
| سال  | نام فیلم            | کارگردان         |
| ---- | ------------------- | ---------------- |
| ۱۳۹۹ | روشن                | روح‌الله حجازی    |
| ۱۳۹۸ | خون شد              | مسعود کیمیایی    |
| ۱۳۹۸ | لامینور             | داریوش مهرجویی   |
| ۱۳۹۸ | خط استوا            | اصغر نعیمی       |
| ۱۳۹۸ | هستی و زمان         | مانی باغبانی     |
| ۱۳۹۷ | زهرمار              | سید جواد رضویان  |
| ۱۳۹۷ | آبی به رنگ آسمان    | امیر رفیعی       |
| ۱۳۹۶ | شاید عشق نبود       | سعید ابراهیمی‌فر  |
| ۱۳۹۶ | خوک                 | مانی حقیقی       |
| ۱۳۹۶ | بمب؛ یک عاشقانه     | پیمان معادی      |
| ۱۳۹۵ | خرگیوش              | مانی باغبانی     |
| ۱۳۹۵ | ساعت ۵ عصر          | مهران مدیری      |
| ۱۳۹۴ | ۵۰ کیلو آلبالو      | مانی حقیقی       |
| ۱۳۹۴ | دراکولا             | رضا عطاران       |
| ۱۳۹۲ | خانوم               | تینا پاکروان     |
| ۱۳۸۹ | جرم                 | مسعود کیمیایی    |
| ۱۳۸۷ | دعوت                | ابراهیم حاتمی‌کیا |
| ۱۳۸۶ | بی‌پولی              | حمید نعمت‌الله    |
| ۱۳۸۴ | قلقلک               | مسعود نوابی      |
| ۱۳۸۲ | سیمای زنی در دوردست | علی مصفا         |
| ۱۳۸۰ | مربای شیرین         | مرضیه برومند     |
| ۱۳۷۸ | نسل سوخته           | رسول ملاقلی‌پور   |
| ۱۳۷۷ | کمکم کن             | رسول ملاقلی‌پور   |
| ۱۳۷۴ | سفر به چزابه        | رسول ملاقلی‌پور   |

### تلویزیون
| سال       | نام فیلم                     | کارگردان                      | شبکه                                     |
| --------- | ---------------------------- | ----------------------------- | ---------------------------------------- |
| ۱۳۹۹      | صفر بیست و یک                | سیامک انصاری / سیدجواد رضویان | شبکه سه                                  |
| ۱۳۹۴–۱۳۹۶ | دورهمی                       | مهران مدیری                   | شبکه نسیم                                |
| ۱۳۹۴      | در حاشیه ۲                   | مهران مدیری                   | شبکه سه                                  |
| ۱۳۹۴      | عطسه                         | مهران مدیری                   | شبکه پنج                                 |
| ۱۳۹۴–۱۳۹۳ | در حاشیه                     | مهران مدیری                   | شبکه سه                                  |
| ۱۳۸۸      | مرد دوهزارچهره               | مهران مدیری                   | شبکه سه                                  |
| ۱۳۸۷      | مرد هزارچهره                 | مهران مدیری                   | شبکه سه                                  |
| ۱۳۸۶      | هندوانه شب یلدا              | سعید آقاخانی                  |                                          |
| ۱۳۸۵      | باغ مظفر                     | مهران مدیری                   | شبکه سه                                  |
| ۱۳۸۴      | شب‌های برره                   | مهران مدیری                   | شبکه سه                                  |
| ۱۳۸۴      | طنز ۳، نقد ۳                 | امیرمسعود تیمورخواه           | شبکه سه                                  |
| ۱۳۸۴      | جایزه بزرگ                   | مهران مدیری                   | شبکه سه                                  |
| ۱۳۸۳      | اگه بابام زنده بود           | همایون اسعدیان                | شبکه یک                                  |
| ۱۳۸۲      | نقطه‌چین                      | مهران مدیری                   | شبکه سه                                  |
| ۱۳۸۱      | پاورچین                      | مهران مدیری                   | شبکه پنج                                 |
| ۱۳۸۱      | زنگ آخر                      | نیما فلاح                     | کارگردان تلویزیونی «وحید حسینی»          |
| ۱۳۸۱      | باغ بلور                     | رامبد جوان                    | پخش نشده                                 |
| ۱۳۸۰      | طنز ۸۰                       | مهران مدیری                   | شبکه سه                                  |
| ۱۳۸۰      | کارآگاه شمسی و دستیارش مادام | مرضیه برومند                  | شبکه پنج                                 |
| ۱۳۷۹      | زائر                         | مرضیه برومند                  |                                          |
| ۱۳۷۹      | همسفر                        | قاسم جعفری                    | شبکه سه                                  |
| ۱۳۷۸      | این زمینی‌ها                  | مسعود شاه‌محمدی                | شبکه پنج                                 |
| ۱۳۷۸      | ورثه آقای نیکبخت             | مرضیه برومند                  | شبکه یک                                  |
| ۱۳۷۷      | گل‌های ۷۷                     | مهران غفوریان                 | شبکه سه                                  |
| ۱۳۷۷      | روزگار جوانی                 | اصغر توسلی / شاپور قریب       | شبکه پنج                                 |
| ۱۳۷۷      | عید اومد، بهار اومد          | فرشته صدر عرفایی              | در نوروز ۱۳۷۸ پخش شد.                    |
| ۱۳۷۷      | هتل                          | مرضیه برومند                  | شبکه پنج                                 |
| ۱۳۷۶      | جمعه بازار                   | رامبد جوان                    | شبکه سه                                  |
| ۱۳۷۴      | ماه مهربان                   | بهروز بقایی                   | شبکه پنج                                 |
| ۱۳۷۴      | از خواستگاری تا ازدواج       | فرزاد اژدری                   | شبکه دو                                  |
| ۱۳۷۳      | سفر به چزابه                 | رسول ملاقلی‌پور                | نسخهٔ تلویزیونی فیلم سینمایی سفر به چزابه |

### نمایش خانگی
| سال  | نام              | سمت              | کارگردان                          | شبکه توضیح                      |
| ---- | ---------------- | ---------------- | --------------------------------- | ------------------------------- |
| ۱۴۰۳ | صداتو            | مجری             | حامد جوادزاده                     | فیلیمو                          |
| ۱۴۰۳ | الکلاسیکو        | گرداننده         | حمیده نهان‌دست                     | نماوا                           |
| ۱۴۰۳ | بازمانده         | مجری             | سعید طالبی                        |                                 |
| ۱۴۰۳ | جوکر ۲           | مهمان            | سید حامد میرفتاحی و احسان علیخانی | فیلیمو                          |
| ۱۴۰۱ | شبکه مخفی زنان   | بازیگر           | افشین هاشمی                       | نماوا                           |
| ۱۴۰۰ | جوکر             | مجری             | سید حامد میرفتاحی و احسان علیخانی | فیلیمو                          |
| ۱۳۹۶ | گلشیفته          | بازیگر           | بهروز شعیبی                       | مؤسسه سرو رسانه پارسیان         |
| ۱۳۹۴ | عطسه             | بازیگر           | مهران مدیری                       |                                 |
| ۱۳۹۴ | سیگنال موجود است | بازیگر           | مهدی مظلومی                       |                                 |
| ۱۳۹۳ | ابله             | بازیگر           | کمال تبریزی                       | تصویر گستر پاسارگاد             |
| ۱۳۹۲ | شوخی کردم        | بازیگر           | مهران مدیری                       | گلرنگ رسانه                     |
| ۱۳۹۱ | گنج مظفر         | بازیگر           | مهران مدیری                       | گلپخش اول/گلرنگ رسانه           |
| ۱۳۹۱ | ویلای من         | بازیگر           | مهران مدیری                       | گلرنگ رسانه                     |
| ۱۳۸۹ | قهوه تلخ         | بازیگر           | مهران مدیری                       | گلرنگ پخش - گلپخش اول پخش الوند |
| ۱۳۸۴ | فضانوردان        | بازیگر، کارگردان | پیمان قاسم‌خانی                    |                                 |

### جوایز و نامزدی‌ها
| سال  | عنوان          | رده                              | جشنواره                                    | نتیجه    |
| ---- | -------------- | -------------------------------- | ------------------------------------------ | -------- |
| ۱۳۸۵ | شب‌های برره     | بهترین بازیگر مرد کمدی تلویزیونی | جشن حافظ                                   | برنده    |
| ۱۳۹۰ | قهوه تلخ       | بهترین بازیگر مرد کمدی تلویزیونی | جشن حافظ                                   | نامزدشده |
| ۱۳۹۶ | بمب یک عاشقانه | بهترین بازیگر نقش مکمل مرد       | جشنواره فیلم فجر                           | نامزدشده |
| ۱۳۹۷ | بمب یک عاشقانه | بهترین بازیگر نقش مکمل مرد       | جشن انجمن منتقدان و نویسندگان سینمای ایران | نامزدشده |
| ۱۳۹۸ | بمب یک عاشقانه | بهترین بازیگر مرد                | جشن حافظ                                   | نامزدشده |
| ۱۴۰۲ | جوکر           | بهترین چهره تلوزیونی             | جشن حافظ                                   | نامزدشده |
| ۱۴۰۳ | شبکه مخفی زنان | بهترین بازیگر مرد کمدی           | جشن حافظ                                   | نامزدشده |

### سایر آثار
- بمب خنده
- موسیقی ما (مجری چهارمین جشن سالانه موسیقی ما)
- گپ (برنامه تلویزیونی) (برنامه تلویزیونی رامبد جوان)
- خندوانه (برنامه‌ای تلویزیونی رامبد جوان)
- کتاب باز (برنامه تلویزیونی امیر حسین صدیق)
- دورهمی (برنامه تلویزیونی مهران مدیری)
- برنامه سی و پنج (برنامه اینترنتی فریدون جیرانی)
- مجله فیلم (گفتگو بعد از اکران خصوصی زهرمار)
- دعوت (برنامه تلویزیونی شبکه ۳ برزو ارجمند)
- سفر بخیر (برنامه تلویزیونی شبکه ۳ برزو ارجمند)
- تی وی پلاس (گفتگو در تئاتر)
- هزار داستان (اجرای تک قسمت در مورد شهرت)
- باهمستان (گفتگو دربارهٔ فیلم درحاشیه ۲))
- برنامه هفت (گفتگو همراه با عوامل فیلم زهرمار))
- فرمول یک (برنامه تلویزیونی شبکه ۱ به بهانه اکران ساعت ۵ عصر)
- مشاجره و گفتگو (گفتگو در مورد بازیگری)
- سینما تیکت (گفتگو پس از اکران مردمی ساعت ۵ عصر)
- بهارنارنج (ویژه برنامه سال نو احسان علیخانی)

### دستیار کارگردان و کارگردان
| سمت             | نام فیلم          | کارگردان                      |
| --------------- | ----------------- | ----------------------------- |
| دستیار کارگردان | تاکسی سرویس پریان | مرضیه برومند                  |
| دستیار کارگردان | هیوا              | رسول ملاقلی‌پور                |
| دستیار کارگردان | نسل سوخته         | رسول ملاقلی‌پور                |
| کارگردان        | فضانوردان         | سیامک انصاری، پیمان قاسم‌خانی  |
| کارگردان        | صفر بیست و یک     | سیامک انصاری، سید جواد رضویان |

## تئاتر
- نامزد ویولت (آرش نوذری) - ۱۳۷۲
- دیوان تئاترال (به کارگردانی محمود استادمحمد) - ۱۳۷۹
- مکاشفه در باب یک مهمانی خاموش (رضا حداد) -۱۳۸۸
- بلوط (محمدرضا اصلی) - ۱۳۹۱
- آمدیم نبودید رفتیم (رضا حداد) - ۹۲–۱۳۹۱
- کسی نیست همه داستان‌ها را به یاد آورد (رضا حداد) - ۱۳۹۳
- دکتر استوکمان (محمد ابراهیمیان) - ۱۳۹۵
- بی بی و سرباز دل (رضا حداد) - ۱۳۹۷
- سرنوشت از سر نوشت (یسنا پورسینا) - ۱۳۹۸